# The Brothers Sun
The Brothers Sun és una sèrie de televisió de comèdia dramàtica d'acció estatunidenca creada per Brad Falchuk i Byron Wu per a Netflix. Es va estrenar el 4 de gener de 2024 amb subtítols en català. El març de 2024, la sèrie es va cancel·lar després d'una temporada.

## Producció

### Desenvolupament
El 2 de febrer de 2022, es va revelar que Netflix havia encarregat la producció de The Brothers Sun creada per Brad Falchuk i Byron Wu com a part de l'acord de vuit xifres de Falchuk amb Netflix amb els dos creadors com a productors executius i Falchuk com a showrunner. Al costat de Wu i Falchuk, Mikkel Bondesen i Kevin Tancharoen es van unir com a productors executius. La sèrie consta de 8 episodis amb Wu en el guió i Tancharoen a la direcció. L'1 de març de 2024, Netflix va cancel·lar la sèrie després d'una temporada.

### Càsting
El 13 de juny de 2022, es va revelar que Michelle Yeoh i Justin Chien tenien els papers principals com a Eileen Sun i Charles Sun, respectivament. Es van unir al repartiment principal Sam Song Li com a Bruce Sun, Highdee Kuan com a Alexis i Joon Lee com a TK. Altres membres del repartiment que van tenir papers recurrents són Alice Hewkin, Jon Xue Zhang, Madison Hu, Rodney Tu, Jenny Yang i Johnny Kou.

### Rodatge
El rodatge va tenir lloc a Los Angeles, Califòrnia i Taipei durant tres mesos. La mansió de l'episodi sis es va rodar a Villa Splendido de Malibu. L'equip es va posar en contacte amb el representant de John Cho per demanar permís per crear un personatge oposat amb el seu nom. Sam Song Li va dir: "Crec que John Cho és molt més humil del que s'ha representat [a la sèrie]". En el mateix episodi, es va emetre la cançó "Alive" de la banda de Cho, Viva La Union.